# Viewtiful Joe (anime)
El anime de Viewtiful Joe (Byūtifuru Jō) es una serie de anime basada en el videojuego de Capcom del mismo nombre. La serie sigue un diagrama similar de los juegos, pero hay muchas diferencias. La serie fue emitida por primera vez por el canal japonés TV Tokyo, a partir de octubre de 2004 hasta octubre de 2005.

## Sinopsis
Joe es un amante de las películas y junto con su novia Silvia gozan de una cita aparentemente normal, Joe decide invitar a Silvia a ver una película de acción del Capitán Azul, cuando el líder de la organización Jadow sale repentinamente fuera de la pantalla, toma a Silvia y se la lleva al interior de la película. El robot de Capitán Azul (Six Majin) toma a Joe y lo lleva al mundo de las películas (donde se encuentra Silvia) para rescatarla. En ese momento, el capitán Azul aparece ante Joe y le concede el Reloj-V, el cual le da a Joe la capacidad de convertirse en un superhéroe. Ahora Joe hará todo lo que se encuentre en sus manos para salvar a Silvia de la maléfica organización Jadow bajo el nombre de Viewtiful Joe.

## Personajes
- Joe: El principal, fanático de los superhéroes quién consigue vivir su sueño de convertirse en uno después de que el Capitán Azul le entregase el Reloj V, cuando se transforma en el héroe Viewtiful Joe, dice "¡Transformación, vamos baby!", aunque lo único necesario para que él se transforme es la palabra "transformación". En la primera temporada se le ve tratando de rescatar a su novia Silvia de las garras de la maligna organización Jadow y después junto con ella y su nuevo compañero el Capitán Azul Jr. tratará de defender el mundo de los malignos planes de la organización Gedow. A Joe le encantan las hamburguesas dobles de queso y a veces no toma las cosas con la seriedad que debería.
- Silvia: La principal, Jadow para su plan malvado tenga éxito la secuestró. Después de la derrota de Jadow, Silvia obtuvo el V-Watch del Capitán Azul, transformándose así en Sexy Silvia al decir la misma frase de Joe, ahora ella también es parte del equipo de superhéroes.
- Junior: Es el compañero de los protagonistas, más joven que ellos. Él vivió en la Ciudad Azul; siempre soñó convertirse en el sucesor del Capitán Azul. A pesar de los celos que le tenía a Joe porque el si se podía convertir en superhéroe ellos dos son muy buenos amigos. Tiempo después de la derrota de Jadow recibió los V-Yoyos del Capitán Azul, Transformándose en capitán Azul Jr. después de decir "¡¡Transformación Yo Yo, baby!!".
- Capitán Azul: Ídolo y gurú de Joe. Él dio a Joe V-Watch que le permite utilizar sus superpoderes.
- Alastor(Arastoru): Un agente de Jadow que utiliza Apodado "el espadachín del trueno de medianoche". Aunque trabaja para dicha organización, Alastor no comparte las mismas metas de Jadow, el solo anda en busca de un oponente digno para enfrentársele, se le puede considerar un "anti-héroe". Él se considera a sí mismo el rival de Joe, a pesar de ayudarlo algunas veces en su lucha. Alastor es también quién dio a Joe la inspiración para su nombre de héroe "Viewtiful Joe".
- Miss Bloody Rachel: Es una androide creado por el Dr. Cranken para Gedow quien, a partir de la tercera temporada, se reprograma y se hace amiga de Joe. Siendo a su vez la acompañante de Alastor.
- Mr.Cracken:es un pulpo violeta o algo parecido él es el asistente de Jet Black. Se encarga de Vigilar las acciones de sus víctimas Joe, Silvia y Junior. Fue el Creador de la Robot Bloody Rachel para eliminarlos pero su idea fue un Fracaso ya que Con la amistad de Joe y Silvia, Bloody Rachel se vuelve Buena desde ese momento, Así que Mr. Cracken quiso eliminarla utilizando la energía maligna sus poderosos tentáculos, pero finalmente con los asombrosos y rápidos poderes de Joe, Silvia y Junior Mr. Cracken es derrotado.
- Jet Black:es el Poderoso emperador de la dimensión Gedow.Su Objetivo fue eliminar a Joe y Silvia y conseguir los 7 Trofeos Gedow, no se produjo bien el motivo por la que quiere eliminarlos. En el episodio 48 se descubrió que era el padre de Joe Gracias a su derrota y su término de transformación. Luego en el episodio 51 (capítulo final) se produjo que esa emperadora la invoco Jet Black (eso fue antes de que admitiera su derrota) luego de que ella es derrotada Jet Black entrega su reloj V porque como el capitán azul se enfadó le hizo quitar su reloj y desde ese momento Jet dejó de Ser Villano.

## Episodios
Esta serie es
anime cuenta con 51 episodios. En Japón el 2 de octubre del 2004 por la estación de TV Tokyo fueron transmitiendo los episodios, posteriormente lo cambiaron por Idaten Jump. En España se estrenó en el año 2006 por Cartoon Network sin mucha promoción, en un horario accesible fueron transmitidos los primeros episodios y en Cataluña por K3.

## Canciones
Japonés
- Openings

"Brighter Side" (Ep 1-19) 
"Brighter Side" V.2 (Ep 20-38) 
"Spirit Awake" (Ep 39-51)
- Endings

"And You" (Ep 1-19) 
"And You" V.2 (Ep 20-38) 
"Shangri-La Village / Tougenkyou" (Ep 51 only)

## Particularidades
En Brasil y España la serie fue transmitida completamente sin censura, a diferencia de los Estados Unidos. Los principales cambios son que Alastor es pronunciado como "Arastoru", justo como es pronunciado en japonés, y Sprocket es pronunciado como "Supurrocket", también de forma parecida a su pronunciación en japonés. La frase de transformación fue adaptada como "¡transformación! ¡vamos baby!", (la cual también es de Silvia) traduciendo literalmente "henshin" y adaptando la frase "go-go" como "vamos", aunque en los primeros capítulos "baby" fue cambiado a "nena", y posteriormente fue cambiado a "baby". Captain Blue Jr. fue adaptado literalmente como "Capitán Azul Junior", y su frase de transformación es "¡transformación! ¡yoyo baby!", de forma similar a la frase de Joe.